# 1Л122 «Гармонь»
1Л122 «Гармонь» — малогабаритна радіолокаційна станція виробництва НВО ім. Фрунзе (Нижній Новгород, Росія). Був створений переносний варіант станції з позначенням 1Л122-Е1 (також зустрічається позначення 1Л122-1Е), та самохідний для встановлення на різну техніку — 1Л122-Е2 (або 1Л122-2Е).
РЛС 1Л122 призначені для стеження за повітряною обстановкою, виявлення і супроводу різних об'єктів, як то літаків, вертольотів, крилатих ракет, безпілотних літальних апаратів тощо. Апаратура станцій автоматично визначає державну приналежність виявленого об'єкту, а також розраховує і передає споживачам інформацію про параметри цілі. При підготовці до роботи РЛС самостійно здійснює прив'язку до місцевості за допомогою навігаційних систем ГЛОНАСС і GPS.

## Історія
Малогабаритні радари створені молодим колективом під керівництвом випускника радіофізичного факультету ННДУ ім. Н. І. Лобачевського Фітасовим Е. С. у ВАТ «ФНПЦ „ННДІРТ“». За схемно-конструктивною будовою є доплерівською трьохкоординатною РЛС з внутрішньою когерентністю, що працює в дециметровому діапазоні хвиль, з твердотільним передатчиком і цифровою антенною решіткою. Радіолокаційна станція спроєктована за класичною схемою, як станція кругового огляду з механічним обертанням антенної решітки в азимутальній площині та з електронним скануванням променя в кутомістній площині.
Дві РЛС сімейства 1Л122 вперше були показані в ході виставки МАКС в 2009 році. В рамках проєкту були розроблені два варіанти радіолокаційної станції. Один з них був виконаний в переносному варіанті і може транспортуватися як на різній техніці, так і обслугою, а другий монтується на гусеничному шасі і має вищі характеристики. Переносний варіант станції отримав позначення 1Л122-Е1, самохідний — 1Л122-Е2.
Радіолокаційні станції 1Л122 можуть бути використані для виявлення цілей в інтересах зенітно-ракетних батарей малої та середньої дальності, військової ППО тощо. Крім того, ці РЛС придатні для застосування військово-повітряними силами з метою швидкого оснащення польових аеродромів необхідною апаратурою.
Входить до складу комплексу ПЗРК 9К333 «Верба».

## Варіанти

### 1Л122Е-1 (переносний)
Переносний варіант станції 1Л122Е-1 (або 1Л122-1Е) складається з декількох агрегатів, для транспортування упаковується в спеціальні контейнери. Вага кожного контейнера не перевищує 30 кг. Габарити і вага контейнерів дозволяють переносити їх силами розрахунку. РЛС «Гармонь» в переносному варіанті складається з трьох основних блоків: антенно-апаратного поста, технічного поста і агрегату електроживлення. На будівництво станції і підготовку до роботи розрахунку з трьох осіб потрібно близько п'яти хвилин. До складу антенно-апаратного поста включені антена, контейнер з приймально-передавальним устаткуванням, опорно-поворотний пристрій у вигляді триноги з кріпленнями і наземний радіолокаційний запитувач. Технічний пост складається з апаратури для обробки зібраної інформації, навігаційного обладнання та пульту керування з монітором для виведення інформації про повітряну обстановку. Окрім того, розрахунок має радіостанцію для зв'язку.
Необхідність забезпечення мобільності і мінімальних габаритів позначилася на деяких характеристиках переносної РЛС. Загальна вага її агрегатів не перевищує 150 кг. До складу системи 1Л122Е-1 включена антенна решітка розмірами 1200×800 мм. Конструкція опорно-поворотного пристрою дозволяє вести кругове спостереження. Забезпечується огляд зони від 5° до 45° по куту місця. Станція працює в L-діапазоні і здатна засікати повітряні цілі на відстанях від 1 до 40 км на висотах до 10 км. Максимальна швидкість виявленої цілі обмежується 700 м/с (2520 км/год).
Апаратура станції вимірює дальність до цілі з точністю до 100 м. Помилка за азимутом не перевищує 0,5°, по куту місця — 1,5°. Забезпечується захист від перешкод: до 55 дБ по місцевих предметах, 18 дБ на шумовій активності, до 40 дБ за пасивними завадами.
РЛС «Гармонь» в переносному варіанті споживає 800 Вт при напрузі 22-30 В. Живлення забезпечується окремим агрегатом, що входить до складу комплексу.
Інформація про цілі виводиться на рідкокристалічний екран пульта керування. Оновлення даних відбувається кожні 2-4 секунди. Відомості про траси і параметри польоту виявлених цілей можуть бути передані різним споживачам, як на командний пункт, так і зенітним батареям.

### 1Л122Е-2 (мобільний)
Також був створений дещо потужніший мобільний варіант станції для встановлення на різну техніку. Так, на військових виставках був представлений самохідний варіант РЛС «Гармонь» — 1Л122Е-2, змонтований на шасі МТ-ЛБу. На базову машину була встановлена спеціальна підйомна стріла з антенним пристроєм, а також апаратура управління і система енергопостачання. Базування на самохідному шасі дозволило підвищити деякі характеристики комплексу. Зокрема, самохідна РЛС 1Л122Е-2 оснащується антеною розмірами 1900×1800 мм, а загальна вага її агрегатів сягає 900 кг.
За рахунок використання потужнішого передавача і підйомної стріли, на якій розташована антена, дальність виявлення цілей збільшена до 80 км, висота — до 20 км. Антена обертається навколо осі та веде огляд сектору від 0° до 60° за кутом місця. Інші характеристики спостереження залишилися на рівні переносної станції.

## Бойове застосування
Вперше на практиці нова РЛС була випробувана під час Зимових Олімпійських ігор в Сочі (2014 рік), де була використана для стеження за повітряною обстановкою в районі проведення змагань.

## Тактико-технічні характеристики
Основні тактико-технічні характеристики станцій:
| Тактико-технічні дані                                     | 1Л122-1Е    | 1Л122-2Е   |
| --------------------------------------------------------- | ----------- | ---------- |
| Діапазон                                                  | L-діапазон  | L-діапазон |
| Межі роботи:                                              |             |            |
| · за відстанню, км                                        | 1–40        | 1–80       |
| · за азимутом, град                                       | 360         | 360        |
| · за кутом місця, град                                    | -5÷45       | 0÷60       |
| · за висотою, км                                          | не менше 10 | 20         |
| · за швидкістю повітряних цілей, м/с                      | до 700      | до 700     |
| Точність виміру координат:                                |             |            |
| · за відстанню, м                                         | 100         | 100        |
| · за азимутом, град                                       | 0,5         | 0,3        |
| · за кутом місця, град                                    | 1,5         | 1          |
| Захищеність від завад:                                    |             |            |
| · місцеві предмети, дБ                                    | 55          | 55         |
| · шумова активна завада, дБ                               | 18          | 18         |
| · пасивна завада, дБ                                      | 40          | 40         |
| Темп оновлення даних, с                                   | 2 або 4     | 4 або 10   |
| Енергоспоживання не більше, Вт                            | 800         | 5000       |
| Електроживлення від джерела постійного струму напругою, В | 22–30       | 22–30      |
| Маса не більше, кг                                        | 150         | 900        |
| Розміри полотна антенної решітки, мм                      | 1200×800    | 1900×1800  |

## Оператори
- Росія